# Hrodna voblast
Länet Hrodna är ett län (voblasts) i Belarus. Huvudort är Hrodna. I väster gränsar provinsen till Polen och i norr till Litauen.

## Historia
Nuvarande länet Hrodna ingick länge i Storfurstendömet Litauen. Efter Polens delningar i slutet på 1700-talet tillföll området det ryska guvernementet Grodno, som var beläget inom det judiska bosättningsområdet i Kejsardömet Ryssland. Från 1921 till 1939 tillhörde Hrodna den Andra polska republiken, men under Polsk-sovjetiska kriget 1939 överfördes provinsen till Vitryska SSR. Provinsen drabbades hårt av den tyska ockupationen 1941–1944 och i stort sett hela den judiska befolkningen mördades på plats av nazistiska Einsatzgruppen.
Efter Sovjetunionens seger över Tyskland i andra världskriget bekräftades införlivandet av området med Vitryska SSR och större delen av stadens polska befolkning tvångsförflyttades till Folkrepubliken Polen.